# رافاييل كاسال
رافاييل كاسال (بالإنجليزية: Rafael Casal)‏ هو شاعر أمريكي، ولد في 8 أغسطس 1985.

## وصلات خارجية
- الموقع الرسمي
- رافاييل كاسال على موقع IMDb (الإنجليزية)
- رافاييل كاسال على موقع ميوزك برينز (الإنجليزية)
- رافاييل كاسال على موقع قاعدة بيانات الفيلم (الإنجليزية)